# Giuliano Stroe
Giuliano Stroe (né le 18 juillet 2004) est un jeune gymnaste et un culturiste Roumain . 
À cinq ans, en 2009, après avoir marché 10 mètres sur les mains avec un poids entre les jambes, il rentre dans le Livre Guinness des records,. À la suite de cet événement, diffusé en direct à la télévision italienne, il est devenu une sensation sur internet car des milliers de personnes ont regardé la vidéo de ce jeune exécutant la cascade sur YouTube. 
Le 24 février 2010, ce jeune culturiste roumain réalise un nouveau record en réalisant 20 pompes à 90 degrés, où les pompes sont effectuées sans laisser les pieds toucher le sol,. 
Il a connu un énorme succès en étant apparu sur internet comme l’enfant le plus « musclé » au monde. 
Depuis, Giuliano a également battu des records du monde chaque année[réf. nécessaire].